# Leopoldo Eulogio Palacios
Leopoldo Eulogio Palacios Rodríguez (Madrid, 31 de enero de 1912-Ibíd., 22 de noviembre de 1981) fue un filósofo, ensayista católico, poeta y profesor universitario español. Fue catedrático de Lógica en la Universidad de Madrid y académico de la Real Academia de Ciencias Morales y Políticas.

## Biografía

### Primeros años
Nacido el 31 de enero de 1912 en Madrid, era hijo de Leopoldo Palacios Morini, profesor de Derecho, diputado a Cortes por el Partido Reformista y diplomático.
En su juventud fue republicano, pero después de convertirse a la religión católica fue evolucionando hacia el nacionalcatolicismo.

### Formación
Cursó sus primeros estudios en el Instituto-Escuela de la Institución Libre de Enseñanza. En su juventud se convirtió a la religión católica. Inició sus estudios universitarios en la Facultad de Filosofía y Letras de la Universidad de Madrid, donde obtuvo la licenciatura en Filosofía en 1936, poco antes de que estallase la Guerra civil española. Discípulo de Ramiro de Maeztu, colaboró con dos publicaciones en la revista Acción Española. En 1944 obtuvo el doctorado en Filosofía en la Universidad de Madrid. 

### Guerra civil española
Hallándose en Madrid en la zona republicana al comenzar la guerra civil, recibiría asilo en la embajada francesa, huyendo posteriormente a Francia.

### Vida docente
Tras la guerra obtuvo, por oposición, el cargo de catedrático de instituto en el Instituto de Alcalá de Henares, y luego, en 1944, obtuvo el doctorado en Filosofía en la Universidad de Madrid con una tesis dirigida por Juan Zaragüeta y titulada La doctrina de la Lógica en Juan de Santo Tomás. Ese mismo año obtuvo, por oposición, el cargo de catedrático de Lógica en la Universidad de Madrid, la cual se llamaría posteriormente Universidad Complutense de Madrid. Fue director de la revista Finisterre. Su pensamiento estaba en la línea, según su discípulo Antonio Millán-Puelles, «de la filosofía aristotélica y de la teoría agustiniana y de Tomás de Aquino».
Miembro de la Asociación Católica de Propagandistas, formó parte del grupo intelectual de derecha monárquica surgido en torno a la revista Arbor y a la Biblioteca del Pensamiento Actual que pretendió actualizar el legado dejado por Acción Española.
Fue miembro de la Real Academia de Ciencias Morales y Políticas (desde 1954) y profesor invitado de la Universidad Laval de la Ciudad de Quebec (Quebec).
Su refutación de la obra de Maritain con El mito de la nueva Cristiandad, Palacios critica el «humanismo cristiano» y la «cristiandad laica» de maritainianos y personalistas de forma profunda, «como un intento imposible de mediación entre postulados antitéticos: antropocentrismo/teocentrismo, ateísmo/teísmo, humanismo/ divinismo. Los planteamientos maritainianos llevaban a posturas liberales, incompatibles con el bien común». Gambra destaca que se adelantó más de una década a las críticas contra los postulados asentados en el Concilio Vaticano II, describiendo con anterioridad las desdichas que sufriría la Iglesia católica. Denunció casi en solitario los estragos que se habían desatado dentro de la Iglesia, siendo llamativas dos «Terceras» de ABC a mediados de los años 70 sobre la misa tradicional y Monseñor Lefebvre. Falleció en su ciudad natal el 22 de noviembre de 1981.
Dirigió la tesis doctoral de su discípulo José Miguel Gambra, que llegó a ser catedrático de Lógica en la Universidad Complutense de Madrid. La tesis llevaba por título: La doctrina de la analogía en la obra de Santiago María Ramírez: hermenéutica tomista y nuevas aportaciones (1977).

## Reconocimientos y distinciones
- Premio nacional de literatura (1945).

- Académico de la Real Academia de Ciencias Morales y Políticas (desde 1954).

## Obras

###### Libros:[19]
- La prudencia política (1945). Esta obra obtuvo Premio Nacional de Literatura en 1945.[20]
- El mito de la nueva cristiandad (1951).
- Don Quijote y la vida es sueño (1960).
- Filosofía del saber (1962).
- El juicio, el ingenio y otros ensayos (1967).
- Salutación y otros poemas (1972).
- Estudios sobre Bonald (1987). Publicación póstuma.
- El análisis y la síntesis (2005). Publicación póstuma.